# کولیکولوس فوقانی
کولیکولوس فوقانی (به انگلیسی: Superior Colliculus) (مشتق شده از لاتین به معنای "تپه فوقانی" یا بالایی) ساختاریست که روی بام میان‌مغز پستانداران قرار دارد. در مهره‌داران غیر-پستاندار، ساختار هم‌ساخت‌شناسانه ی کولیکولوس فوقانی را به نام تکتوم بینایی یا لوب بینایی می شناسند. اغلب صفت تکتال را برای هردو ساختار به کار می برند.
در پستانداران، کولیکولوس فوقانی، مؤلفه اصلی میان‌مغز را تشکیل می دهد. این ساختار به صورت جفت شده بوده و با جفت ساختارهای کولیکولوس تحتانی اجسام چهارقلو را تشکیل می دهند.

## ارجاعات
1. 1 2  Squire, L (2013). Fundamental neuroscience (Fourth ed.). p. 707. ISBN 9780123858702.
2. ↑  Knudsen, EI (June 2011). "Control from below: the role of a midbrain network in spatial attention". The European Journal of Neuroscience. 33 (11): 1961–72. doi:10.1111/j.1460-9568.2011.07696.x. PMC 3111946. PMID 21645092.
3. ↑  Liu, Tsung-Han; Chiao, Chuan-Chin (25 January 2017). "Mosaic Organization of Body Pattern Control in the Optic Lobe of Squids". Journal of Neuroscience (به انگلیسی). 37 (4): 768–780. doi:10.1523/JNEUROSCI.0768-16.2016. PMC 6597019. PMID 28123014.

- مشارکت‌کنندگان ویکی‌پدیا. «Superior Colliculus». در دانشنامهٔ ویکی‌پدیای انگلیسی.